# Kasreman (Geneng)
Kasreman is een bestuurslaag in het regentschap Ngawi van de provincie Oost-Java, Indonesië. Kasreman telt 3207 inwoners (volkstelling 2010).